# 若昂·坎塞洛
若昂·佩德罗·卡瓦科·坎塞洛（葡萄牙語：João Pedro Cavaco Cancelo；1994年5月27日—）是一名葡萄牙職業足球員，司職右後衛。現効力沙特職業足球聯賽球隊希拉爾，代表葡萄牙國家足球隊參賽。

## 俱樂部生涯

### 本菲卡
坎塞洛出生于里斯本大区塞图巴尔区的巴雷鲁，最早在当地俱乐部巴雷伦斯踢球，2007年加入本菲卡的青训体系，担任边后卫。
2012年7月28日，坎塞洛在本菲卡的一线队首次登场并打满90分钟。虽然他已经在本菲卡B队注册，但被普遍视为马克西·佩雷拉的继承者。他还代表本菲卡青年队出战青年联赛，并且帮助本菲卡青年队拿下了全国冠军。
坎塞洛在2014年1月25日第一次为本菲卡主力球队出战，替补上场对阵吉尔维森特。同年5月10日，他第一次为本菲卡首发，当时这场比赛是葡萄牙国家德比，本菲卡最终输给了波尔图，但已经加冕当年的葡超联赛冠军。

### 巴伦西亚
2014年8月，巴伦西亚以租借的形式签下坎塞洛，并且拥有1500万欧元买断的权利，这笔交易跟林荣福收购巴伦西亚俱乐部有关。坎塞洛的西甲处子秀在9月25日，主场对阵科尔多瓦的比赛中，并且是替补登场。坎塞洛在2015年4月12日对阵莱万特的比赛中被评为本场最佳球员。整个赛季他出场仅13次，不过仍然触发了买断条款，巴伦西亚支付了1500万欧元给本菲卡。
在巴伦西亚的第二个赛季，坎塞洛坐稳右后卫位置，并且获得欧冠出场机会，在主场对阵圣彼得堡泽尼特的比赛中他打进首粒进球。而他首个联赛进球要等到2016年4月对阵埃瓦尔的比赛。
第三个赛季坎塞洛的表现略有下滑，并且在比赛中送出点球导致球队输给拉斯帕尔马斯。不过巴伦西亚新主教练普兰德利有意将他改造成右前卫，整个赛季坎塞洛的位置一直在右后卫跟右前卫之间摇摆。2017年4月2日，坎塞洛在打进一球之后对球迷做出了“嘘”的手势以表达对球迷批评的不满，之后他为这个动作道歉。

### 国际米兰
2017年8月，坎塞洛以租借的形式加盟国际米兰，并可以选择转会，作为交易的一部分，国际米兰则把孔多比亚租借给了巴伦西亚。加盟仅仅四天，坎塞洛就获得了意甲首秀的机会。不过之后他在国际比赛中韧带受伤，导致缺阵一个半月。直到米兰德比的时候他才重新复出。这个赛季坎塞洛基本作为替补登场，以适应意甲的战术。2018年国际米兰主场对阵卡利亚里的比赛中，坎塞洛通过任意球打进自己首个意甲进球。坎塞洛在国际米兰这个赛季表现相当出色，并且入选了意甲年度阵容。但国际米兰最终还是决定放弃买断坎塞洛。

### 尤文图斯
2018年6月，尤文图斯以4040万欧元的价格签下坎塞洛，并且在8月18日客场对阵切沃的比赛中首次亮相。2019年1月，坎塞洛在意大利超级杯的比赛中登场并且击败了AC米兰成功夺冠。坎塞洛在尤文图斯客场对阵拉齐奥的比赛中打进首粒联赛进球，并且为队友C罗创造了一粒点球。12月7日，在意大利德比对阵国际米兰的比赛中，坎塞洛为曼朱基奇送出助攻，并且凭借这粒进球战胜了老东家。
2019年4月，尤文图斯成功杀入欧冠四分之一决赛，但在对阵阿贾克斯的比赛中最终被淘汰出局。不过坎塞洛在联赛冠军决定战中出场，帮助球队战胜佛罗伦萨，意味着老妇人已经连续八个赛季拿下联赛冠军。

### 曼城
2019年8月7日，坎塞洛與英超冠軍球隊曼城簽下了一份為期六年，價值2740萬英鎊的合約，加上達尼洛以部分交換的價格被送往尤文图斯，相當於6000萬英鎊，這使他成為有史以來最昂貴的右後衛。
2020年10月17日，坎塞洛在主场1-0战胜阿森纳的比赛中受伤后首次在新赛季的联赛中首发。11月3日，坎塞洛在小组赛中主场3-0战胜奥林匹亚科斯的比赛中为曼城打进了他的第一个冠军联赛进球。

### 拜仁慕尼黑
2023年1月31日，坎塞洛被租借至德甲俱樂部拜仁慕尼黑完成2022-23賽季剩餘時間。由於上半季為曼城於英超聯賽上場17次，於歐冠盃上場6次，以及於英格蘭足總盃上場1次，除了德甲冠軍外，坎塞洛亦隨曼城收穫英超冠軍、歐冠盃冠軍以及足總盃冠軍。

### 巴塞隆納
2023年9月1日，巴塞罗那足球俱乐部確認簽下坎塞洛，時隔多年重返西甲。在西甲接受巴塞隆納董事會提供的財務擔保後，他獲得了為期一個賽季的租借，這允許他在西甲註冊。9月23日，坎塞洛達成一次助攻和最後時刻的製勝球，幫助巴塞隆納在主場3-2戰勝塞爾塔的比賽中扭轉了兩球落後的局面。

## 國家隊生涯
2016年8月26日，葡萄牙國家足球隊主教練費爾南多·桑托斯首次徵召坎塞洛進入國家隊。9月1日，坎塞洛在5:0戰勝直布羅陀的友誼賽中打滿了90分鐘，並打入了第三個進球；接著在當月的2018年世界盃外圍賽，對陣安道爾和對陣法羅群島比賽中同樣各打進1球。
2021年6月13日，由於坎塞洛COVID-19測試為陽性，迪奥戈·达洛特替補加入葡萄牙的2020年歐洲國家盃26人名單。

## 比赛风格
坎塞洛是一个非常典型的进攻型边后卫，主要在右侧活动，但也可以出现在左侧。他的控球能力相当出色，同时喜欢边路进行内切，并与前锋队友进行配合。他相对较弱的左脚也可以进行传中，也丰富了他的参与进攻的手段。另外他的速度可以帮助球队在由攻转守的时候快速回防和补位。
在加入曼城后的第二个赛季，瓜迪奥拉试图将他改造成一个边后卫跟中场全能的球员。在传统的4-3-3阵型中，一旦失去球权，坎塞洛将提前在中场罗德里的旁边，而其他三名后卫则分散在球场两侧。中场四人可以形成包围圈，来阻截对手的中路进攻。在球队获得球权的时候，坎塞洛也可以从中路将球直接打入禁区，或者转移到边路。这种4-3-3跟3-4-3切换的模式在瓜迪奥拉的攻防转换体系中极为重要。

## 个人生活
2013年1月，坎塞洛一家在葡萄牙A2高速公路靠近塞沙尔的地方遭遇车祸，虽然他跟兄弟只是受了轻伤，但他们的母亲菲洛美娜却因为这场车祸身亡。母亲的去世对坎塞洛打击很大，一度想要退出足坛。
2021年12月30日，坎塞洛在曼彻斯特的家遭遇四名歹徒的抢劫，被抢走了一些物品，坎塞洛在自卫过程中受伤，不过他后来表示他的家人都平安无事。

## 榮譽

### 球會
本菲卡
- 葡萄牙足球超级联赛冠軍：2013–14賽季

 尤文圖斯
- 意大利足球甲级联赛冠軍：2018–19賽季
- 意大利超級盃冠軍：2018年

 曼城
- 英格蘭超級聯賽冠軍：2020-21[13]、2021–22賽季、2022–23賽季
- 歐冠盃冠軍：2022–23賽季
- 英格蘭足總盃冠軍：2022–23賽季
- 英格蘭足球聯賽盃冠軍：2020-21賽季
- 歐洲超級盃冠軍：2023

 拜仁慕尼黑
- 德甲冠軍：2022-23賽季

### 國家隊
葡萄牙
- 歐洲足協國家聯賽冠軍：2018–19賽季

### 個人
- 欧洲冠军联赛賽季最佳夢幻陣容：2021–22賽季[14]
- 国际足联年度最佳阵容：2022年[15]